# Johanna Bleuland van Oordt
Johanna Jacoba (Johanna) Bleuland van Oordt (Katendrecht, 28 augustus 1865 - Leidschendam, 15 december 1948) was een Nederlandse kunstschilderes en tekenares.

## Leven en werk
Bleuland van Oordt werd in 1865 in het Rotterdamse Katendrecht geboren als dochter van de commissionair en latere gasfabrikant Jan Bleuland van Oordt en Guilhelmina Catharina Arnoudina Hoogwerff. Bleuland van Oordt werd opgeleid tot beeldend kunstenaar aan de Haagse Academie van Beeldende Kunsten. Bleuland van Oordt was een leerlinge van Frits Jansen. Zij was werkzaam in Arnhem, Voorburg en Leidschendam. Bleuland van Oordt schilderde portretten en stillevens. Zij portretteerde onder meer Frederique Christina Henriëtte barones Taets van Amerongen, echtgenote van het liberale kamerlid Jan Hendrik Frans Karel van Swinderen en de burgemeester van Noordwijk Cornelis Lucas Conradus Willem Picke. Bleuland van Oordt was lid van de Amsterdamse kunstenaarsvereniging Sint Lucas.  Als lid van deze vereniging werd haar werk regelmatig geëxposeerd in het Stedelijk Museum aldaar.
Bleulandt van Oordt overleed in december 1948 op 83-jarige leeftijd in Leidschendam. Haar oudere zus Adri Bleuland van Oordt was eveneens beeldend kunstenares.